# Rogers-Syndrom
Das Rogers-Syndrom ist eine sehr seltene angeborene Erkrankung mit den Hauptmerkmalen einer Megaloblastenanämie (Form einer Blutarmut) mit Diabetes mellitus und Schallempfindungs-Schwerhörigkeit.
Synonyme sind: englisch Thiamine-Responsive Megalobastic Anemia Syndrome; TRMA; Thiamine Metabolism Dysfunction Syndrome 1; THMD1; Thiamine-Responsive Anemia Syndrome; Thiamine-Responsive Myelodysplasia
Die Bezeichnung bezieht sich auf den Erstautoren der Erstbeschreibung aus dem Jahre 1969 durch Lon E. Rogers und Mitarbeiter.
Davon abzugrenzen ist der gleichnamige Herzfehler, mit dem sich Henri-Louis Roger (1809–1891) befasste.

## Verbreitung
Die Häufigkeit wird mit unter 1 zu 1.000.000 angegeben, die Vererbung erfolgt autosomal-rezessiv.

## Ursache
Der Erkrankung liegen Mutationen im SLC19A-Gen auf Chromosom 1 Genort q24.2 zugrunde, welches für den Thiamintransporter 1 kodiert. Störungen in diesem Gen können zum Mangel an TC1 und damit zu einer Form der megaloblastären Anämie führen.

## Klinische Erscheinungen
Klinische Kriterien sind:
- Krankheitsbeginn im frühen Kindesalter
- mit Thiamin-Gaben behandelbare Megaloblasten-Anämie
- fortschreitende Schwerhörigkeit
- Insulinpflichtiger Diabetes mellitus
- keine weiteren Zeichen eines Thiaminmangels

## Diagnose
Die Diagnose ergibt sich aus den klinischen Befunden und wird durch eine Knochenmarkspunktion sowie eventuell eine Humangenetische Untersuchung bestätigt.

## Differentialdiagnose
Abzugrenzen sind:
- DIDMOAD-Syndrom
- Kearns-Sayre-Syndrom
- Morbus Pearson
- ernährungsbedingter Vitamin-B12-Mangel

## Therapie
Die Behandlung erfolgt durch Thiamingabe, ansonsten symptomatisch.